# Hong Kexin
Pour les articles homonymes, voir Hong.
Hong Kexin (chinois : 洪可新), née le 6 janvier 2003 à Nankin, est une lutteuse libre chinoise, médaillée de bronze aux Jeux Olympiques de 2024.

## Carrière
Hong Kexin commence la lutte libre en 2015 au Nanjing Sport Institute.
En 2022, elle remporte une médaille de bronze en -57 kg aux Jeux asiatiques en battant la Mongole Erkhembayaryn Davaachimeg (en) dans le match pour la médaille de bronze.
En avril 2024, elle remporte le tournoi qualificatif olympique asiatique des -57 kg en battant l'Indienne Anshu Malik (en) et s'offre un ticket pour les Jeux olympiques d'été de 2024. Quelques mois plus tard aux Jeux, Hong remporte la médaille de bronze en -57 kg en battant la Brésilienne Giullia Penalber (en) dans le match de la médaille de bronze.

## Palmarès
| Date | Compétition     | Lieu     | Place | Catégorie |
| ---- | --------------- | -------- | ----- | --------- |
| 2022 | Jeux asiatiques | Hangzhou | 3e    | -57 kg    |
| 2024 | Jeux olympiques | Paris    | 3e    | -57 kg    |